# FC Twente in het seizoen 1977/78
Het seizoen 1977-1978 was het dertiende jaar in het bestaan van de Nederlandse voetbalclub FC Twente. De Tukkers kwamen uit in de Nederlandse Eredivisie, namen deel aan het toernooi om de KNVB beker en waren als bekerwinnaar van het voorgaande seizoen geplaatst voor de Europacup II.

## Selectie
Net als in de voorgaande seizoenen waren hoofdtrainer Spitz Kohn en zijn assistent Jan Morsing verantwoordelijk voor het eerste elftal. FC Twente had afscheid genomen van de oudgedienden Jan Jeuring (gestopt met betaald voetbal) en Kalle Oranen (naar SC Heracles), die respectievelijk elf en twaalf jaar deel hadden uitgemaakt van de selectie. Met Arnold Mühren werd lang onderhandeld. RWD Molenbeek, Volendam en AFC Ajax toonden interesse in de speler, maar een transfer ketste af op de vraagprijs van 400.000 gulden. Uiteindelijk tekende Mühren kort voor de start van de competitie een nieuw, eenjarig contract. Doelverdediger Marc De Clerck bleef verhuurd aan Heracles. Sip Bloemberg vertrok in februari 1978 naar FC Groningen.
FC Twente haalde in de voorbereiding op het seizoen geen nieuwe spelers. Uit de eigen jeugd werden Michael van Braam, Ron van Oosterom en Paul Krabbe overgeheveld. In december 1977 werd de Zuid-Afrikaan Roy Wiggemansen van Arcadia Shepherds FC aangetrokken en in maart 1978 werd John Scheve bij FC Groningen weggehaald.
Het basiselftal van FC Twente bestond dit seizoen uit André van Gerven op doel, Kees van Ierssel, aanvoerder Epi Drost, Niels Overweg en Piet Wildschut in de verdediging, Frans Thijssen, Kick van der Vall en Arnold Mühren op het middenveld en Jaap Bos, centrumspits Ab Gritter en Hallvar Thoresen in de voorhoede. Theo Pahlplatz, Ron van Oosterom en Harry Bruggink waren geregelde invallers. Reservedoelman Eddie Pasveer en Henk van Santen (beiden één invalbeurt) en Sip Bloemberg (vijf wedstrijden) kwamen minder vaak in actie.

## Wedstrijdstatistieken

### Intertoto
| Plaats + datum          | Wedstrijd                       | Uitslag       | Scoreverloop |
| ----------------------- | ------------------------------- | ------------- | --- |
| Jaffa, 10 juli 1977     | Maccabi Tel Aviv FC - FC Twente | 1 - 3 (1 - 1) | 13' Ab Gritter 0-1, 30' Beni Tabak 1-1, 84' Ab Gritter 1-2, 90' Ab Gritter 1-3                                                                            |
| Zandvoort, 13 juli 1977 | FC Twente - Maccabi Tel Aviv FC | 3 - 4 (1 - 2) | 13' Ab Gritter 1-0, 38' Vicky Peretz 1-1, 39' Beni Tabak 1-2, 46' Vicky Peretz 1-3, 55' Kick van der Vall (p) 2-3, 68' Beni Tabak 2-4, 89' Ab Gritter 3-4 |
| Luik, 17 juli 1977      | Standard Luik - FC Twente       | 2 - 1 (1 - 0) | 15' Gyula Visnyei 1-0, 80' Ásgeir Sigurvinsson (p) 2-0, 89' Ab Gritter 2-1                                                                                |
| Enschede, 20 juli 1977  | FC Twente - MSV Duisburg        | 0 - 2 (0 - 0) | Rudolf Seliger 0-1, Herbert Büssers 0-2 |
| Wesel, 23 juli 1977     | MSV Duisburg - FC Twente        | 2 - 3 (1 - 1) | Ab Gritter 0-1, Eduard Marschang 1-1, Frans Thijssen 1-2, Kurt Jara 2-2, Ab Gritter 2-3                                                                   |
| Enschede, 30 juli 1977  | FC Twente - Standard Luik       | 3 - 2 (1 - 1) | 4' Jaap Bos 1-0, 7' Alfred Riedl 1-1, 48' Jaap Bos 2-1, 51' Jaap Bos 3-1, 57' Alfred Riedl 3-2                                                            |

### Eredivisie 1977/78
| | |                                           |                                                                                          | |
| 13 augustus 1977 | FC Twente | 2 - 0 (0 - 0)                             | FC Utrecht                                                                               | Opstelling FC Twente: |
| Stadion Het Diekman 9.500 toeschouwers Peter Gans | Piet Wildschut 83' Kick van der Vall 90'                                                                      | 1 - 0 2 - 0                               |                                                                                          | Van Gerven, Van Ierssel, Drost, Overweg, Wildschut, Thijssen, Van der Vall, Mühren, Bos (74' Van Oosterom), Gritter, Thoresen                  |
| | |                                           |                                                                                          | |
| 17 augustus 1977 | Vitesse | 1 - 1 (0 - 1)                             | FC Twente                                                                                | Opstelling FC Twente: |
| Nieuw-Monnikenhuize 10.000 toeschouwers Jan Keizer | Boško Bursać 81'                                                                                              | 0 - 1 1 - 1                               | 2' Hallvar Thoresen                                                                      | Van Gerven, Van Ierssel, Drost, Overweg, Wildschut, Thijssen, Van der Vall, Mühren, Bos (80' Van Oosterom), Gritter, Thoresen (2' Pahlplatz)   |
| | |                                           |                                                                                          | |
| 20 augustus 1977 | NAC | 2 - 0 (0 - 0)                             | FC Twente                                                                                | Opstelling FC Twente: |
| NAC-Stadion 9.500 toeschouwers Louis Beukman | Cees Storm 68' Cees Storm 89'                                                                                 | 1 - 0 2 - 0                               |                                                                                          | Van Gerven, Van Ierssel, Drost, Overweg, Bruggink, Pahlplatz (76' Bloemberg), Van der Vall, Wildschut, Bos (60' Van Oosterom), Gritter, Mühren |
| | |                                           |                                                                                          | |
| 24 augustus 1977 | FC Twente | 1 - 1 (0 - 0)                             | Feyenoord                                                                                | Opstelling FC Twente: |
| Stadion Het Diekman 13.500 toeschouwers Henk van Dijken | Arnold Mühren 49'                                                                                             | 0 - 1 1 - 1                               | 47' Harry Melis                                                                          | Van Gerven, Van Ierssel, Drost, Overweg, Wildschut, Thijssen (77' Bloemberg), Van der Vall, Mühren, Bos (64' Van Oosterom), Gritter, Thoresen  |
| | |                                           |                                                                                          | |
| 28 augustus 1977 | Roda JC | 1 - 0 (1 - 0)                             | FC Twente                                                                                | Opstelling FC Twente: |
| Sportpark Kaalheide 9.000 toeschouwers Gerard Jonker | Jens Kolding 27'                                                                                              | 1 - 0                                     |                                                                                          | Van Gerven, Van Ierssel, Drost, Overweg, Wildschut, Bruggink, Van der Vall, Mühren, Bos (63' Van Oosterom), Gritter, Thoresen                  |
| | |                                           |                                                                                          | |
| 4 september 1977 | FC Twente | 3 - 1 (2 - 0)                             | Go Ahead Eagles                                                                          | Opstelling FC Twente: |
| Stadion Het Diekman 7.500 toeschouwers Henk van Ettekoven | Ab Gritter 24' Sip Bloemberg 34' Jaap Bos 90'                                                                 | 1 - 0 2 - 0 2 - 1 3 - 1                   | 70' Tommy Kristiansen                                                                    | Van Gerven, Van Ierssel, Drost, Overweg, Wildschut, Bloemberg, Van der Vall, Mühren, Bos, Gritter (60' Pahlplatz), Thoresen (79' Van Oosterom) |
| | |                                           |                                                                                          | |
| 11 september 1977 | Telstar | 0 - 5 (0 - 1)                             | FC Twente                                                                                | Opstelling FC Twente: |
| Sportpark Schoonenberg 2.500 toeschouwers Peter Gans | | 0 - 1 0 - 2 0 - 3 0 - 4 0 - 5             | 34' Epi Drost 49' Piet Wildschut 70' Ab Gritter 75' Frans Thijssen 80' Kick van der Vall | Van Gerven, Van Ierssel, Drost, Overweg (79' Bruggink), Wildschut, Thijssen, Van der Vall, Mühren, Bos, Gritter, Thoresen (74' Van Oosterom)   |
| | |                                           |                                                                                          | |
| 18 september 1977 | FC Twente | 1 - 0 (1 - 0)                             | Volendam                                                                                 | Opstelling FC Twente: |
| Stadion Het Diekman 8.500 toeschouwers Charles Corver | Frans Thijssen 17'                                                                                            | 1 - 0                                     |                                                                                          | Van Gerven, Van Ierssel, Drost, Overweg, Wildschut, Thijssen (76' Bloemberg), Van der Vall, Mühren, Bos (70' Pahlplatz), Gritter, Thoresen     |
| | |                                           |                                                                                          | |
| 25 september 1977 | FC Amsterdam                                                                                                  | 1 - 3 (1 - 2)                             | FC Twente                                                                                | Opstelling FC Twente: |
| Olympisch Stadion 1.500 toeschouwers Gerard Geurds | Heini Otto 35'                                                                                                | 0 - 1 0 - 2 1 - 2 1 - 3                   | 13' Ab Gritter 14' Arnold Mühren 60' Ab Gritter                                          | Van Gerven, Van Ierssel, Drost, Overweg, Wildschut, Thijssen (82' Bloemberg), Van der Vall, Mühren, Bos, Gritter, Thoresen (74' Pahlplatz)     |
| | |                                           |                                                                                          | |
| 2 oktober 1977 | FC Twente | 2 - 0 (2 - 0)                             | FC VVV                                                                                   | Opstelling FC Twente: |
| Stadion Het Diekman 7.500 toeschouwers George Oetelmans | Theo Pahlplatz 11' Piet Wildschut 39'                                                                         | 1 - 0 2 - 0                               |                                                                                          | Van Gerven, Van Ierssel, Drost, Overweg, Wildschut, Thijssen, Van der Vall, Pahlplatz, Bos, Gritter, Thoresen                                  |
| | |                                           |                                                                                          | |
| 16 oktober 1977 | N.E.C. | 0 - 2 (0 - 1)                             | FC Twente                                                                                | Opstelling FC Twente: |
| Stadion De Goffert 10.000 toeschouwers Gerard Jonker | | 0 - 1 0 - 2                               | 41' Hallvar Thoresen 86' Hallvar Thoresen                                                | Van Gerven, Van Ierssel, Drost, Overweg, Wildschut, Thijssen, Van der Vall, Mühren, Bos (78' Bruggink), Gritter (77' Pahlplatz), Thoresen      |
| - De overwinning op N.E.C., dat enkele weken aan kop had gestaan in de Eredivisie, was voor FC Twente de zesde op rij. De ploeg ging N.E.C. op de ranglijst voorbij en steeg naar de derde plaats, achter PSV en Sparta.                                                                                                | |                                           |                                                                                          | |
| | |                                           |                                                                                          | |
| 29 oktober 1977 | FC Twente | 6 - 1 (1 - 1)                             | FC Den Haag                                                                              | Opstelling FC Twente: |
| Stadion Het Diekman 8.000 toeschouwers Hennie Weerink | Hallvar Thoresen 29' Hallvar Thoresen 46' Jaap Bos 62' Ab Gritter 65' Frans Thijssen 67' Ab Gritter 90'       | 1 - 0 1 - 1 2 - 1 3 - 1 4 - 1 5 - 1 6 - 1 | 41' Bert Blijie                                                                          | Van Gerven, Van Ierssel, Drost, Bruggink, Wildschut, Thijssen, Van der Vall, Mühren (80' Van Santen), Bos, Gritter, Thoresen (75' Pahlplatz)   |
| - Door de zevende overwinning op rij steeg FC Twente naar een tweede plaats op de ranglijst, op vijf punten achterstand van PSV dat in deze competitie tot dusver slechts één punt verloor. | |                                           |                                                                                          | |
| | |                                           |                                                                                          | |
| 6 november 1977 | Sparta | 1 - 2 (0 - 0)                             | FC Twente                                                                                | Opstelling FC Twente: |
| Het Kasteel 12.000 toeschouwers Henk van Ettekoven | Rob van der Meer 87'                                                                                          | 0 - 1 0 - 2 1 - 2                         | 56' Arnold Mühren 86' Arnold Mühren                                                      | Van Gerven, Van Ierssel, Drost, Overweg, Wildschut (20' Bruggink), Thijssen, Van der Vall, Mühren, Bos, Gritter (69' Pahlplatz), Thoresen      |
| - FC Twente behaalde zijn achtste overwinning op rij. In de slotfase maakte Sparta-doelverdediger Pim Doesburg, die gehuldigd werd voor zijn 500e wedstrijd in het betaalde voetbal, bijna de 2-2 toen hij na een vrije trap de bal tegen de paal kopte. Twente liep één punt in op PSV, dat gelijkspeelde tegen AZ'67. | |                                           |                                                                                          | |
| | |                                           |                                                                                          | |
| 13 november 1977 | FC Twente | 1 - 1 (1 - 1)                             | PSV                                                                                      | Opstelling FC Twente: |
| Stadion Het Diekman 20.000 toeschouwers Jan Keizer | Ab Gritter 32'                                                                                                | 0 - 1 1 - 1                               | 28' Harry Lubse                                                                          | Van Gerven, Van Ierssel, Drost, Overweg, Wildschut, Thijssen, Van der Vall, Mühren, Bos (75' Pahlplatz), Gritter, Thoresen                     |
| | |                                           |                                                                                          | |
| 27 november 1977 | FC Twente | 1 - 4 (0 - 1)                             | AZ'67                                                                                    | Opstelling FC Twente: |
| Stadion Het Diekman 12.500 toeschouwers Jan Beck | Arnold Mühren 66'                                                                                             | 0 - 1 0 - 2 1 - 2 1 - 3 1 - 4             | 43' Kristen Nygaard 49' Henk van Rijnsoever 67' Kees Kist 85' Loek Ursem                 | Van Gerven, Van Ierssel (68' Pahlplatz), Drost, Overweg, Wildschut, Thijssen, Van der Vall, Mühren, Bos, Gritter, Thoresen                     |
| - De 1-4 tegen AZ'67 was de eerste thuisnederlaag van het seizoen. | |                                           |                                                                                          | |
| | |                                           |                                                                                          | |
| 4 december 1977 | Haarlem | 1 - 1 (1 - 1)                             | FC Twente                                                                                | Opstelling FC Twente: |
| Haarlemstadion 4.700 toeschouwers Henk van Ettekoven | Rob de Kip 29'                                                                                                | 1 - 0 1 - 1                               | 31' Arnold Mühren                                                                        | Van Gerven, Van Ierssel, Drost, Overweg, Wildschut, Thijssen, Van der Vall, Mühren, Bos, Gritter, Thoresen                                     |
| | |                                           |                                                                                          | |
| 11 december 1977 | FC Twente | 2 - 2 (1 - 1)                             | AFC Ajax                                                                                 | Opstelling FC Twente: |
| Stadion Het Diekman 13.000 toeschouwers Hennie Weerink | Hallvar Thoresen 20' Ruud Krol (ed) 76'                                                                       | 0 - 1 1 - 1 2 - 1 2 - 2                   | 8' Geert Meijer 84' Frank Arnesen                                                        | Van Gerven, Van Ierssel, Drost, Overweg, Wildschut, Thijssen, Van der Vall, Mühren, Bos, Gritter, Thoresen                                     |
| | |                                           |                                                                                          | |
| 18 december 1977 | FC Utrecht | 0 - 0                                     | FC Twente                                                                                | Opstelling FC Twente: |
| Stadion Galgenwaard 4.000 toeschouwers Bep Thomas | |                                           |                                                                                          | Van Gerven, Van Ierssel, Drost, Overweg, Wildschut, Thijssen, Van der Vall, Mühren, Bos, Gritter, Thoresen                                     |
| | |                                           |                                                                                          | |
| 8 januari 1978 | FC Twente | 3 - 1 (1 - 0)                             | Vitesse                                                                                  | Opstelling FC Twente: |
| Stadion Het Diekman 9.000 toeschouwers Jan Beck | Arnold Mühren (p) 12' Hallvar Thoresen 78' Ab Gritter 85'                                                     | 1 - 0 1 - 1 2 - 1 3 - 1                   | 47' Hans Bleijenberg                                                                     | Van Gerven, Van Ierssel, Drost, Overweg, Wildschut, Thijssen, Van der Vall, Mühren, Bos (78' Pahlplatz), Gritter, Thoresen                     |
| | |                                           |                                                                                          | |
| 15 januari 1978 | FC Twente | 6 - 0 (1 - 0)                             | NAC                                                                                      | Opstelling FC Twente: |
| Stadion Het Diekman 8.300 toeschouwers Jan Keizer | Frans Thijssen 35' Frans Thijssen 58' Kees van Ierssel 63' Ab Gritter 76' Ab Gritter 78' Hallvar Thoresen 85' | 1 - 0 2 - 0 3 - 0 4 - 0 5 - 0 6 - 0       |                                                                                          | Van Gerven, Van Ierssel, Drost, Overweg, Wildschut, Thijssen, Van der Vall, Mühren, Bos, Gritter, Thoresen                                     |
| | |                                           |                                                                                          | |
| 22 januari 1978 | Feyenoord | 0 - 2 (0 - 1)                             | FC Twente                                                                                | Opstelling FC Twente: |
| Stadion Feijenoord 23.125 toeschouwers Charles Corver | | 0 - 1 0 - 2                               | 7' Ab Gritter 65' Hallvar Thoresen                                                       | Van Gerven, Van Ierssel, Drost, Overweg, Wildschut, Thijssen, Van der Vall, Mühren, Bos, Gritter, Thoresen                                     |
| | |                                           |                                                                                          | |
| 29 januari 1978 | FC Twente | 1 - 0 (1 - 0)                             | Roda JC                                                                                  | Opstelling FC Twente: |
| Stadion Het Diekman 11.000 toeschouwers Egbert Mulder | Ab Gritter 42'                                                                                                | 1 - 0                                     |                                                                                          | Van Gerven, Van Ierssel, Drost, Overweg, Wildschut, Thijssen, Van der Vall, Mühren, Bos, Gritter, Thoresen                                     |
| | |                                           |                                                                                          | |
| 26 februari 1978 | Volendam | 0 - 5 (0 - 3)                             | FC Twente                                                                                | Opstelling FC Twente: |
| Sportpark Volendam 8.500 toeschouwers Jan Beck | | 0 - 1 0 - 2 0 - 3 0 - 4 0 - 5             | 15' Niels Overweg 18' Ab Gritter 45' Arnold Mühren 63' Piet Wildschut 70' Arnold Mühren  | Van Gerven, Van Ierssel, Drost, Overweg, Wildschut, Thijssen (65' Pahlplatz), Van der Vall, Mühren, Bos, Gritter, Thoresen                     |
| | |                                           |                                                                                          | |
| 5 maart 1978 | FC Twente | 0 - 2 (0 - 1)                             | FC Amsterdam                                                                             | Opstelling FC Twente: |
| Stadion Het Diekman 10.000 toeschouwers Charles Corver | | 0 - 1 0 - 2                               | 43' André Wetzel 85' Co Stout                                                            | Van Gerven, Van Ierssel, Drost, Overweg, Wildschut, Thijssen, Van der Vall, Mühren, Bos (78' Pahlplatz), Gritter, Thoresen                     |
| - Degradatiekandidaat FC Amsterdam (17e op de ranglijst), dat een week eerder in een thuiswedstrijd met 7-0 was verslagen door PSV, boekte in deze wedstrijd een verrassende zege op FC Twente. Twente zakte van een 2e naar de 3e plaats op de ranglijst, achter PSV en AZ'67.                                         | |                                           |                                                                                          | |
| | |                                           |                                                                                          | |
| 8 maart 1978 | Go Ahead Eagles                                                                                               | 0 - 1 (0 - 0)                             | FC Twente                                                                                | Opstelling FC Twente: |
| De Adelaarshorst 11.000 toeschouwers Henk van Ettekoven | | 0 - 1                                     | 89' Arnold Mühren                                                                        | Van Gerven, Van Ierssel, Drost, Bruggink, Wildschut, Thijssen, Van der Vall, Mühren, Bos (86' Pahlplatz), Gritter, Thoresen                    |
| | |                                           |                                                                                          | |
| 12 maart 1978 | FC VVV | 1 - 1 (0 - 1)                             | FC Twente                                                                                | Opstelling FC Twente: |
| De Koel 14.000 toeschouwers Frans Derks | Dick Advocaat 74'                                                                                             | 0 - 1 1 - 1                               | 42' Ab Gritter                                                                           | Van Gerven, Van Ierssel, Drost, Bruggink, Wildschut, Thijssen, Van der Vall, Mühren, Bos (21' Overweg), Gritter, Thoresen (69' Pahlplatz)      |
| | |                                           |                                                                                          | |
| 19 maart 1978 | FC Twente | 2 - 0 (1 - 0)                             | N.E.C.                                                                                   | Opstelling FC Twente: |
| Stadion Het Diekman 8.500 toeschouwers Gerard Geurds | Arnold Mühren 20' Frans Thijssen 54'                                                                          | 1 - 0 2 - 0                               |                                                                                          | Van Gerven, Van Ierssel, Drost, Overweg, Bruggink, Thijssen, Van der Vall, Mühren, Wildschut, Gritter, Thoresen                                |
| - Door een nederlaag van AZ'67 steeg FC Twente opnieuw naar de tweede plaats. | |                                           |                                                                                          | |
| | |                                           |                                                                                          | |
| 22 maart 1978 | FC Twente | 3 - 0 (1 - 0)                             | Telstar                                                                                  | Opstelling FC Twente: |
| Stadion Het Diekman 6.500 toeschouwers Henk van Dijken | Frans Thijssen 34' Kick van der Vall 65' Arnold Mühren (p) 85'                                                | 1 - 0 2 - 0 3 - 0                         |                                                                                          | Van Gerven, Van Ierssel, Drost, Overweg, Wildschut, Thijssen, Van der Vall, Mühren, Bos, Gritter, Thoresen                                     |
| | |                                           |                                                                                          | |
| 25 maart 1978 | FC Den Haag                                                                                                   | 0 - 0                                     | FC Twente                                                                                | Opstelling FC Twente: |
| Zuiderpark Stadion 3.000 toeschouwers Bart Ram | |                                           |                                                                                          | Van Gerven, Van Ierssel, Drost, Overweg, Bruggink, Thijssen, Van der Vall, Pahlplatz, Wildschut, Gritter, Thoresen                             |
| | |                                           |                                                                                          | |
| 2 april 1978 | FC Twente | 1 - 0 (0 - 0)                             | Sparta                                                                                   | Opstelling FC Twente: |
| Stadion Het Diekman 8.300 toeschouwers Bep Thomas | Piet Wildschut 73'                                                                                            | 1 - 0                                     |                                                                                          | Van Gerven, Van Ierssel, Drost, Overweg, Wildschut, Thijssen, Van der Vall, Mühren, Bos (68' Bruggink), Gritter, Thoresen                      |
| - Vier wedstrijden voor het einde van de competitie stond FC Twente op een tweede plaats, op vijf punten van PSV en met twee punten voorsprong op Ajax en AZ'67. Door de nederlaag was Sparta, no. 5 op de ranglijst, op een onoverbrugbare achterstand van negen punten gezet.                                         | |                                           |                                                                                          | |
| | |                                           |                                                                                          | |
| 8 april 1978 | PSV | 3 - 1 (2 - 1)                             | FC Twente                                                                                | Opstelling FC Twente: |
| Philips Stadion 28.000 toeschouwers Gerrit Berrevoets | Jan Poortvliet 19' Gerrie Deijkers 27' Jan Poortvliet 82'                                                     | 1 - 0 2 - 0 2 - 1 3 - 1                   | 41' Piet Wildschut                                                                       | Van Gerven, Van Ierssel, Drost, Overweg, Bruggink, Thijssen, Van der Vall, Mühren, Wildschut (65' Pahlplatz), Gritter, Thoresen                |
| - Door de overwinning kon PSV het landskampioenschap vieren. FC Twente zakte naar een derde plaats. | |                                           |                                                                                          | |
| | |                                           |                                                                                          | |
| 16 april 1978 | AZ'67 | 4 - 1 (1 - 1)                             | FC Twente                                                                                | Opstelling FC Twente: |
| Alkmaarderhout 14.000 toeschouwers Frans Derks | Bert van Marwijk 42' Kees Kist 67' Kees Kist 67' John Metgod (p) 89'                                          | 0 - 1 1 - 1 2 - 1 3 - 1 4 - 1             | 28' Arnold Mühren                                                                        | Van Gerven (72' Pasveer), Van Ierssel, Drost, Overweg, Wildschut, Thijssen, Van der Vall, Mühren, Pahlplatz, Gritter, Thoresen                 |
| - FC Twente zakte naar de vierde plaats op de ranglijst, op zeven punten van PSV, op één punt van Ajax en gelijk met AZ'67. | |                                           |                                                                                          | |
| | |                                           |                                                                                          | |
| 23 april 1978 | FC Twente | 0 - 0                                     | Haarlem                                                                                  | Opstelling FC Twente: |
| Stadion Het Diekman 7.000 toeschouwers Jan Beck | |                                           |                                                                                          | Van Gerven, Van Ierssel, Drost, Overweg, Wildschut, Pahlplatz, Van der Vall, Mühren, Bos, Gritter, Thoresen                                    |
| | |                                           |                                                                                          | |
| 30 april 1978 | AFC Ajax | 4 - 1 (2 - 1)                             | FC Twente                                                                                | Opstelling FC Twente: |
| Stadion De Meer 6.500 toeschouwers Peter Gans | Søren Lerby 7' Ruud Geels 20' Ruud Geels 57' Johan Zuidema 84'                                                | 1 - 0 2 - 0 2 - 1 3 - 1 4 - 1             | 41' Ab Gritter                                                                           | Van Gerven, Van Ierssel, Drost, Overweg, Wildschut, Pahlplatz, Van der Vall, Mühren, Bos, Gritter, Van Oosterom (72' Bruggink)                 |
| | |                                           |                                                                                          | |

### KNVB beker 1977/78
| |                                       |                      |                    | |
| 19 november 1977 | Go Ahead Eagles                       | 2 - 1 (1 - 1, 1 - 0) | FC Twente          | Opstelling FC Twente: |
| De Adelaarshorst 8.000 toeschouwers Frans Derks | Wim Woudsma 13' Sjaak van der Pas 92' | 1 - 0 1 - 1 2 - 1    | 61' Piet Wildschut | Van Gerven, Van Ierssel, Drost, Overweg, Wildschut, Thijssen, Van der Vall, Mühren, Bos (..' Pahlplatz), Gritter, Thoresen |
| - Bekerhouder FC Twente werd in de tweede ronde uitgeschakeld. In de eerste ronde waren de clubs uit de Eredivisie vrijgeloot. Na de reguliere speeltijd was de stand 1-1, waardoor er verlengd moest worden. |                                       |                      |                    | |
| |                                       |                      |                    | |

### Europacup II 1977/78
| |                                                                          |                         |                                                     | |
| 14 september 1977 | Glasgow Rangers                                                          | 0 - 0                   | FC Twente                                           | Opstelling FC Twente: |
| Ibrox Stadium 33.000 toeschouwers Wolfgang Riedel                                                                                      |                                                                          |                         |                                                     | Van Gerven, Van Ierssel, Drost, Overweg, Wildschut, Thijssen, Van der Vall, Mühren, Bos (86' Pahlplatz), Gritter, Thoresen                         |
| |                                                                          |                         |                                                     | |
| 28 september 1977 | FC Twente                                                                | 3 - 0 (2 - 0)           | Glasgow Rangers                                     | Opstelling FC Twente: |
| Stadion Het Diekman 17.500 toeschouwers Erich Linemayr                                                                                 | Ab Gritter 35' Arnold Mühren 40' Kick van der Vall 65'                   | 1 - 0 2 - 0 3 - 0       |                                                     | Van Gerven, Van Ierssel, Drost, Overweg, Wildschut, Thijssen, Van der Vall, Mühren, Bos, Gritter, Thoresen                                         |
| - Doelman Van Gerven keerde in de 85e minuut een strafschop van Alex Miller. Door de zege bekerde FC Twente door naar de tweede ronde. |                                                                          |                         |                                                     | |
| |                                                                          |                         |                                                     | |
| 19 oktober 1977 | FC Twente                                                                | 2 - 0 (1 - 0)           | Brann Bergen                                        | Opstelling FC Twente: |
| Stadion Het Diekman 14.000 toeschouwers Antoine Queudeville                                                                            | Ab Gritter 43' Ab Gritter 57'                                            | 1 - 0 2 - 0             |                                                     | Van Gerven, Van Ierssel, Drost, Overweg, Wildschut, Thijssen, Van der Vall, Mühren, Bos (78' Pahlplatz), Gritter, Thoresen                         |
| |                                                                          |                         |                                                     | |
| 2 november 1977 | Brann Bergen                                                             | 1 - 2 (1 - 0)           | FC Twente                                           | Opstelling FC Twente: |
| Brann Stadion 16.000 toeschouwers Eysteinn Guðmundsson                                                                                 | Bjørn Tronstad 18'                                                       | 1 - 0 1 - 1 1 - 2       | 55' Ab Gritter 86' Hallvar Thoresen                 | Van Gerven, Van Ierssel, Drost, Overweg, Wildschut, Thijssen, Van der Vall, Mühren, Bos, Gritter, Thoresen                                         |
| |                                                                          |                         |                                                     | |
| 1 maart 1978 | Vejle BK                                                                 | 0 - 3 (0 - 1)           | FC Twente                                           | Opstelling FC Twente: |
| Vejle Stadion 4.300 toeschouwers Vojtěch Christov                                                                                      |                                                                          | 0 - 1 0 - 2 0 - 3       | 25' Arnold Mühren 78' Ab Gritter 85' Frans Thijssen | Van Gerven, Van Ierssel, Drost, Overweg, Wildschut, Thijssen, Van der Vall, Mühren, Bos, Gritter, Thoresen                                         |
| |                                                                          |                         |                                                     | |
| 15 maart 1978 | FC Twente                                                                | 4 - 0 (3 - 0)           | Vejle BK                                            | Opstelling FC Twente: |
| Stadion Het Diekman 11.000 toeschouwers Alojzy Jarguz                                                                                  | Frans Thijssen 9' Niels Overweg 17' Ab Gritter 21' Kick van der Vall 89' | 1 - 0 2 - 0 3 - 0 4 - 0 |                                                     | Van Gerven, Van Ierssel, Drost, Overweg, Wildschut, Thijssen, Van der Vall, Mühren, Bos (..' Van Oosterom), Gritter, Thoresen (..' Pahlplatz)      |
| |                                                                          |                         |                                                     | |
| 29 maart 1978 | FC Twente                                                                | 0 - 1 (0 - 0)           | RSC Anderlecht                                      | Opstelling FC Twente: |
| Stadion Het Diekman 22.000 toeschouwers Adolf Prokop                                                                                   |                                                                          | 0 - 1                   | 54' Benny Nielsen                                   | Van Gerven, Van Ierssel, Drost, Overweg, Wildschut, Thijssen (55' Pahlplatz), Van der Vall, Mühren, Bos, Gritter, Thoresen                         |
| - In de 27e minuut miste Mühren een strafschop. Niels Overweg kreeg een gele kaart.                                                    |                                                                          |                         |                                                     | |
| |                                                                          |                         |                                                     | |
| 12 april 1978 | RSC Anderlecht                                                           | 2 - 0 (1 - 0)           | FC Twente                                           | Opstelling FC Twente: |
| Émile Verséstadion 32.000 toeschouwers Clive Thomas                                                                                    | Arie Haan 30' Rob Rensenbrink (p) 52'                                    | 1 - 0 2 - 0             |                                                     | Van Gerven, Van Ierssel, Drost (..' Pahlplatz), Overweg, Bruggink, Thijssen, Van der Vall, Mühren, Wildschut (..' Van Oosterom), Gritter, Thoresen |
| - Epi Drost en Piet Wildschut kregen een gele kaart. Door de dubbele nederlaag tegen Anderlecht strandde FC Twente in de halve finale. |                                                                          |                         |                                                     | |
| |                                                                          |                         |                                                     | |

Ajax ·
FC Amsterdam ·
AZ '67 ·
Feyenoord ·
Go Ahead Eagles ·
FC Den Haag ·
Haarlem ·
NAC ·
N.E.C. ·
PSV ·
Roda JC ·
Sparta ·
Telstar ·
FC Twente '65 ·
FC Utrecht ·
Vitesse ·
FC Volendam ·
FC VVV